# 定高貿易法
定高貿易法（さだめだかぼうえきほう）とは、江戸時代の長崎貿易の統制のために定められた貿易規定。御定高制度・定高貿易仕法とも。
前年までの貨物市法に代わり、貞享2年（1685年）、金・銀による貿易決済の年間取引額に一定の上限（「定高」）を設定し、清国船は年間銀6,000貫目・オランダ船は年間銀3,000貫目（金換算で50,000両）に限定して貿易を認めた。また、生糸取引は糸割符、その他の商品に関しては相対取引を原則とした。特に遷界令の解除後に出入りが急増した清国船については、船の積荷高・来航季節・出帆地・乗員数などを勘案して、1艘ごとの定高を定め、それ以上の積荷は本国に持ち帰らせた。また、元禄元年（1688年）には年間貿易許可船数を70隻に制限している。
のちに定高を超える積荷については、銅・俵物・諸色との物々交換による決済（代物替）を条件に交易を許し、続く海舶互市新例において代物替が原則とされた。
しかし、銅の減産に伴って、定高そのものの制限が行われるようになり、寛保2年（1742年）と寛政2年（1790年）に2度にわたって定高の半減令が出された。ただし、宝暦13年（1763年）以後、外国船が金銀をもって銅以外の俵物・諸色を交易する場合には外売（ほかうり）・別段売の名目で定高の枠外とされるなど、金銀銅の流出を伴わない貿易については許容されたため、長崎貿易全体の交易額は大きな減少を見せなかった。2度にわたる定高半減後の天保10年（1839年）当時の取引総額は、清国船は8艘6,900貫目、オランダ船は1艘970貫目であり、外売・別段売が長崎貿易の大きな部分を占めていたことが分かる。
安政5年（1858年）の安政条約の締結によって、廃止された。